# モッコク

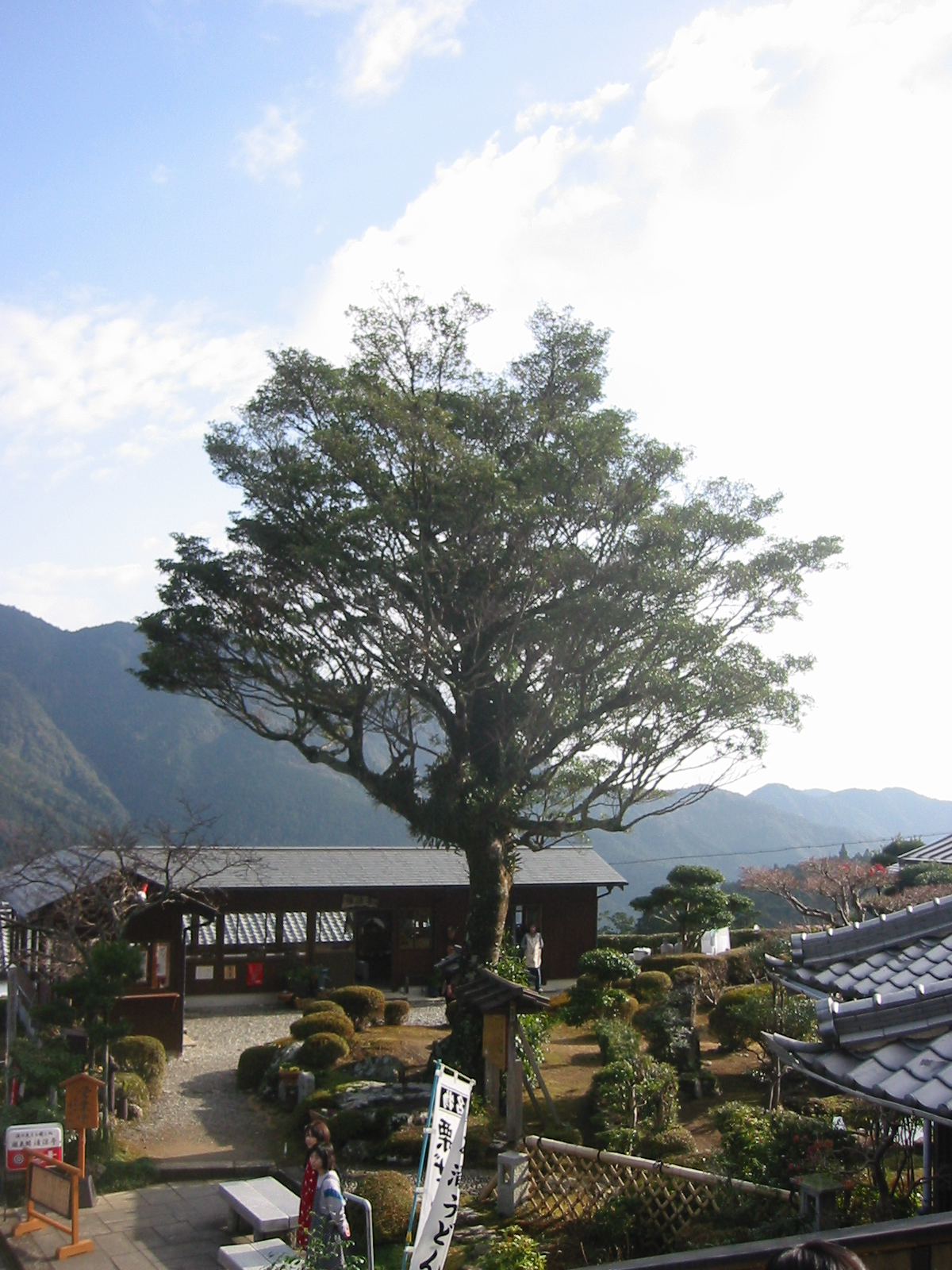
モッコクの大樹（那智大社実方院前庭）和歌山県天然記念物

モッコク（木斛、学名: Ternstroemia gymnanthera）は、モッコク科モッコク属の常緑高木。別名でイイクともよばれる。江戸五木の一つ。モチノキやマツと並び「庭木の王」と称される。中国名は、厚皮香（別名: 日本厚皮香）。

## 分布と生育環境
日本では、千葉県以西の本州沿岸部、四国、九州、南西諸島に自然分布し、日本国外では朝鮮半島南部、台湾、中国を経て、東南アジアからインドに分布する。暖地の海岸近くの山地に自生する。

## 特徴
常緑広葉樹の中高木。成長すると樹高は約6メートル (m) 、時には15 m、胸高直径80センチメートル (cm) に達する大木となる。枝が密集して整った樹形をつくり、全体としては円錐形のきれいな樹形になる。幹の樹皮は暗灰色で滑らか、皮目が多い。若い枝は灰褐色で無毛である。
葉は互生ながら、枝先に集まる。葉身は長さ4 - 7 cmの倒卵状楕円形あるいは狭倒被卵形、あるいは狭倒卵形で、葉先は丸く、葉脈が見えない厚い革質で光沢があり、暗緑色をしている。十分に日光が当たる環境では葉柄が赤みを帯びる。
花期は6 - 7月ごろ。直径2 cmほどの白色から黄色へ変化する花を付け、芳香を放つ。花は葉腋に単生し、1 - 2 cmの柄があって、曲がって花は下を向く。株によって両性花または雄花をつけ、雄花の雌しべは退化している。
両性花をつける株には、直径10 - 15ミリメートル (mm) の球形で卵状球形の果実が実り、秋（10 - 11月）になると熟す。果実が熟すと厚い果皮が不規則に裂けて、橙赤色の種子を露出する。この種子は鳥によって食べられて親木から離れたところまで運ばれると考えられている。また、この種子は樹上で赤く目立つため、アカミノキの別名がある。
冬芽は半球形や円錐形で紅紫色、多数の芽鱗の重なりが目立つ。葉の付け根につき、枝先では輪生状の葉のもとにつく。まず葉が展開して新枝が伸び、新枝に花芽ができる。葉痕は半円形で、維管束痕が1個つく。

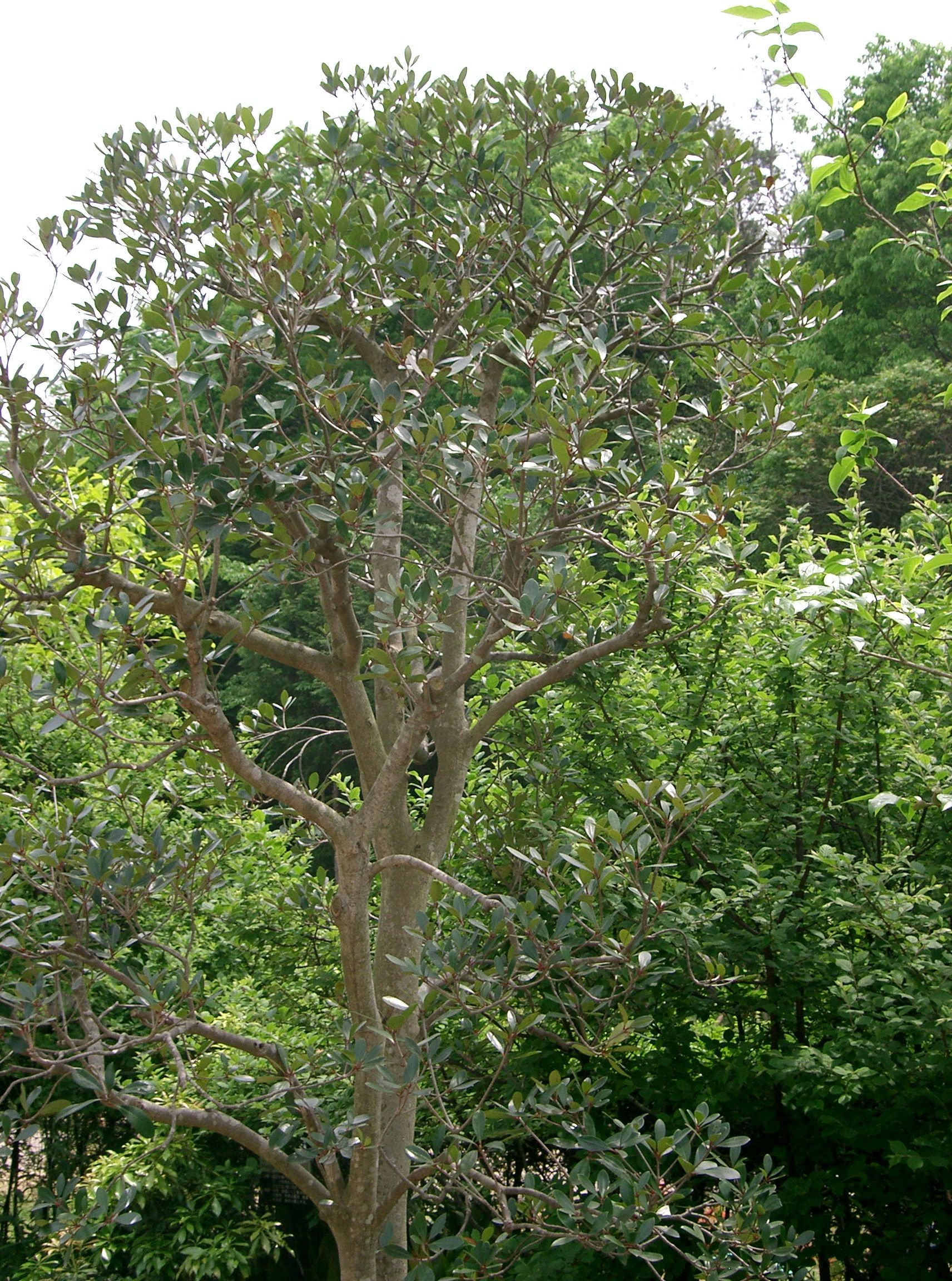
樹形
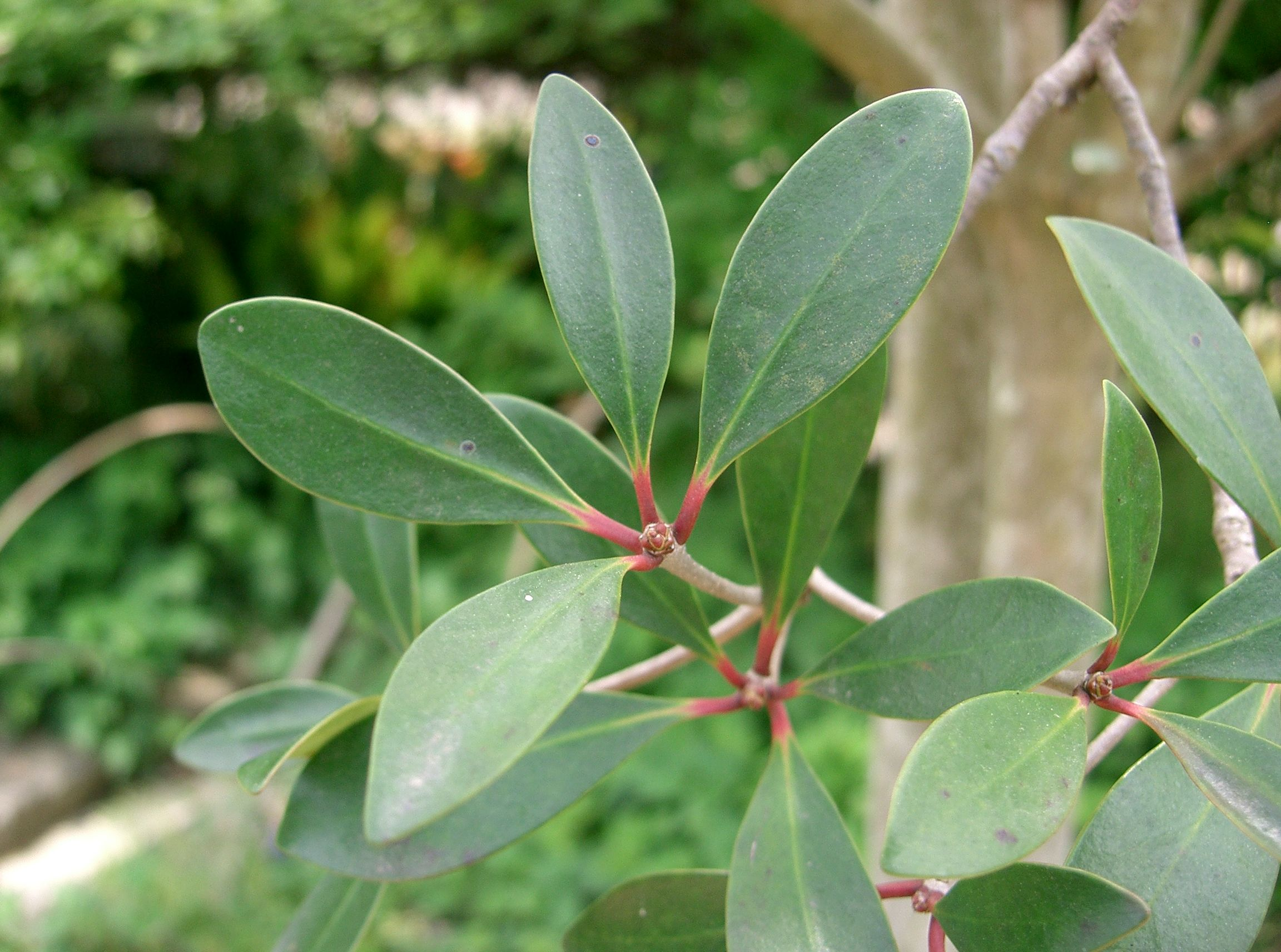
葉
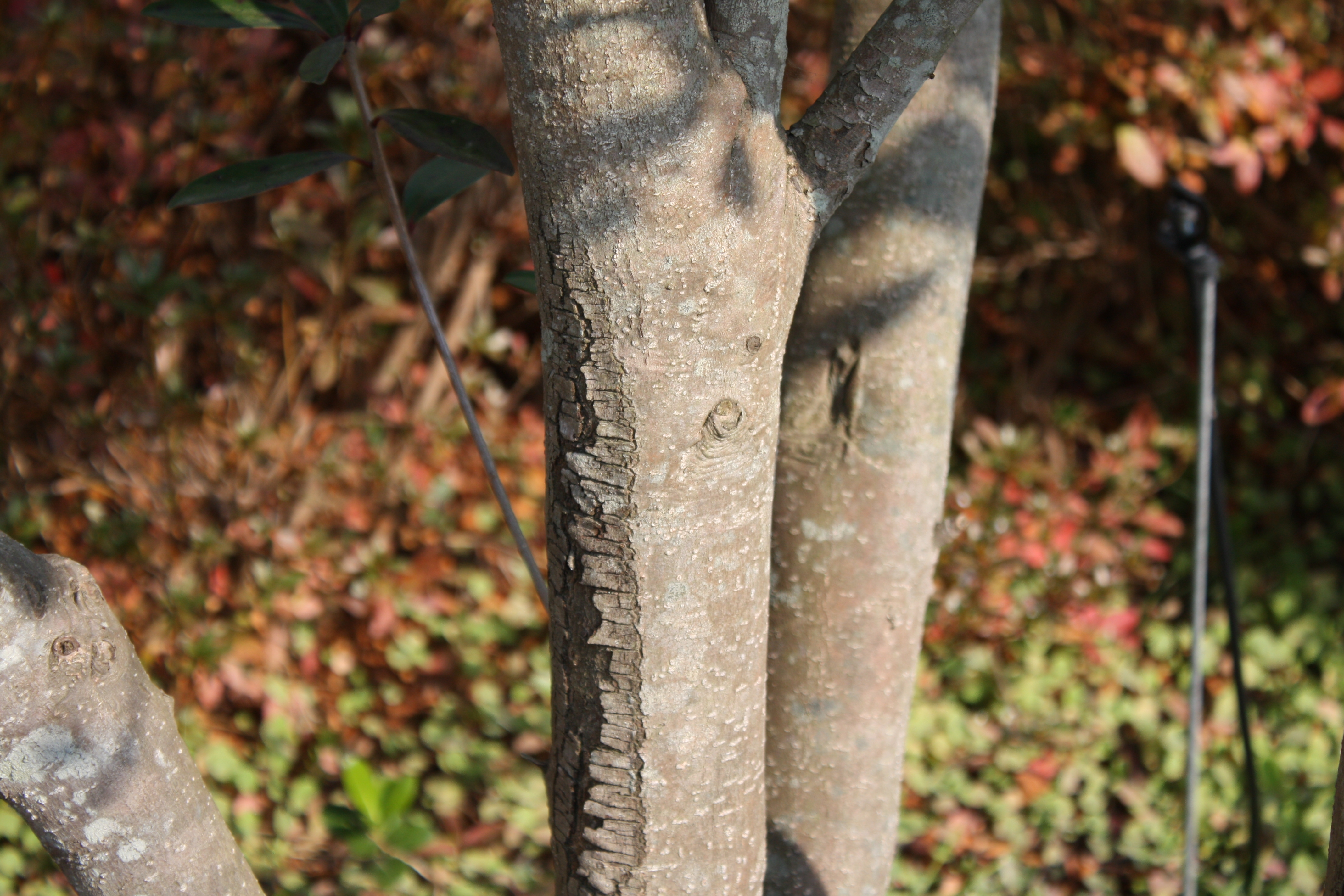
幹
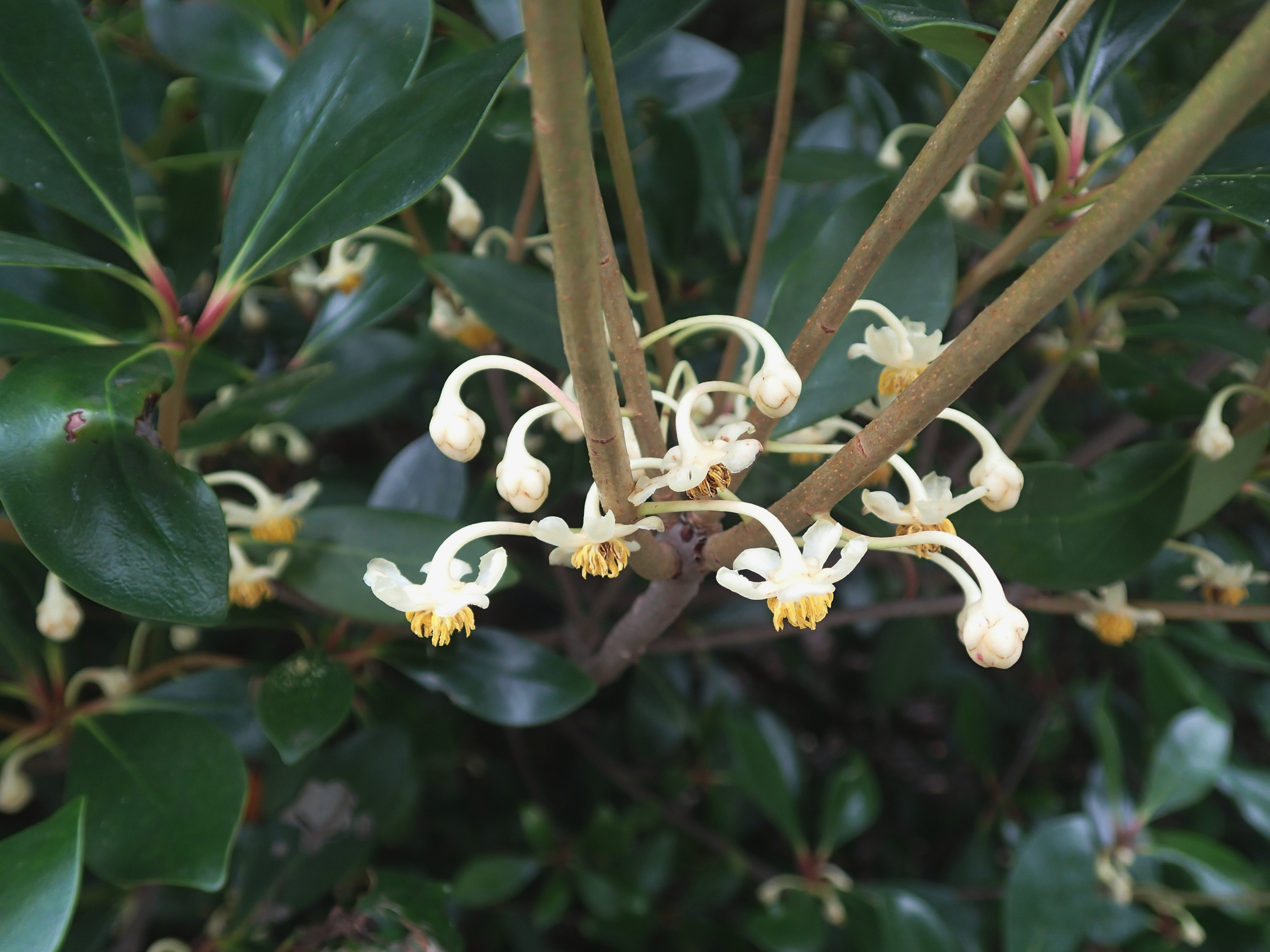
花
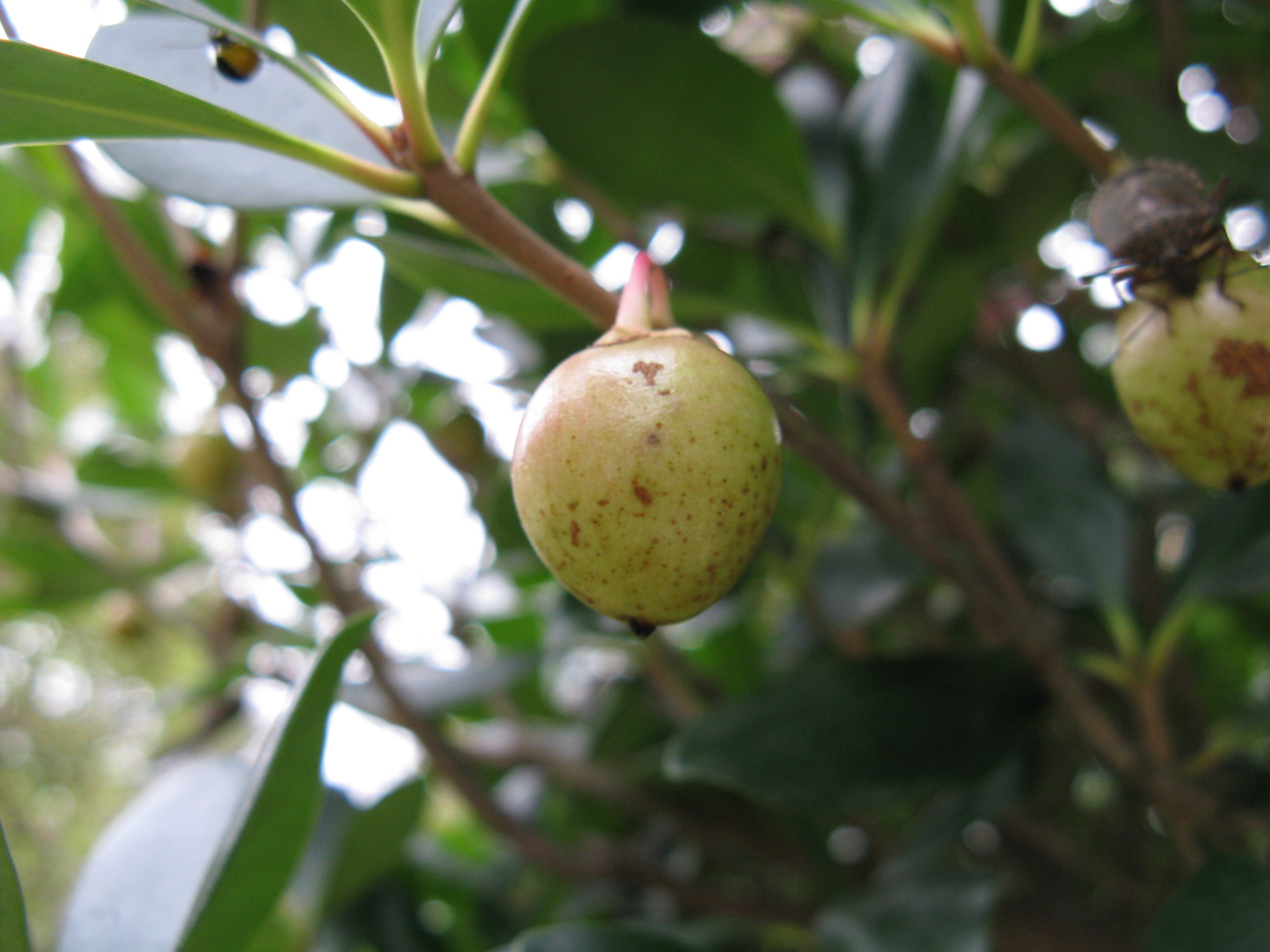
若い果実
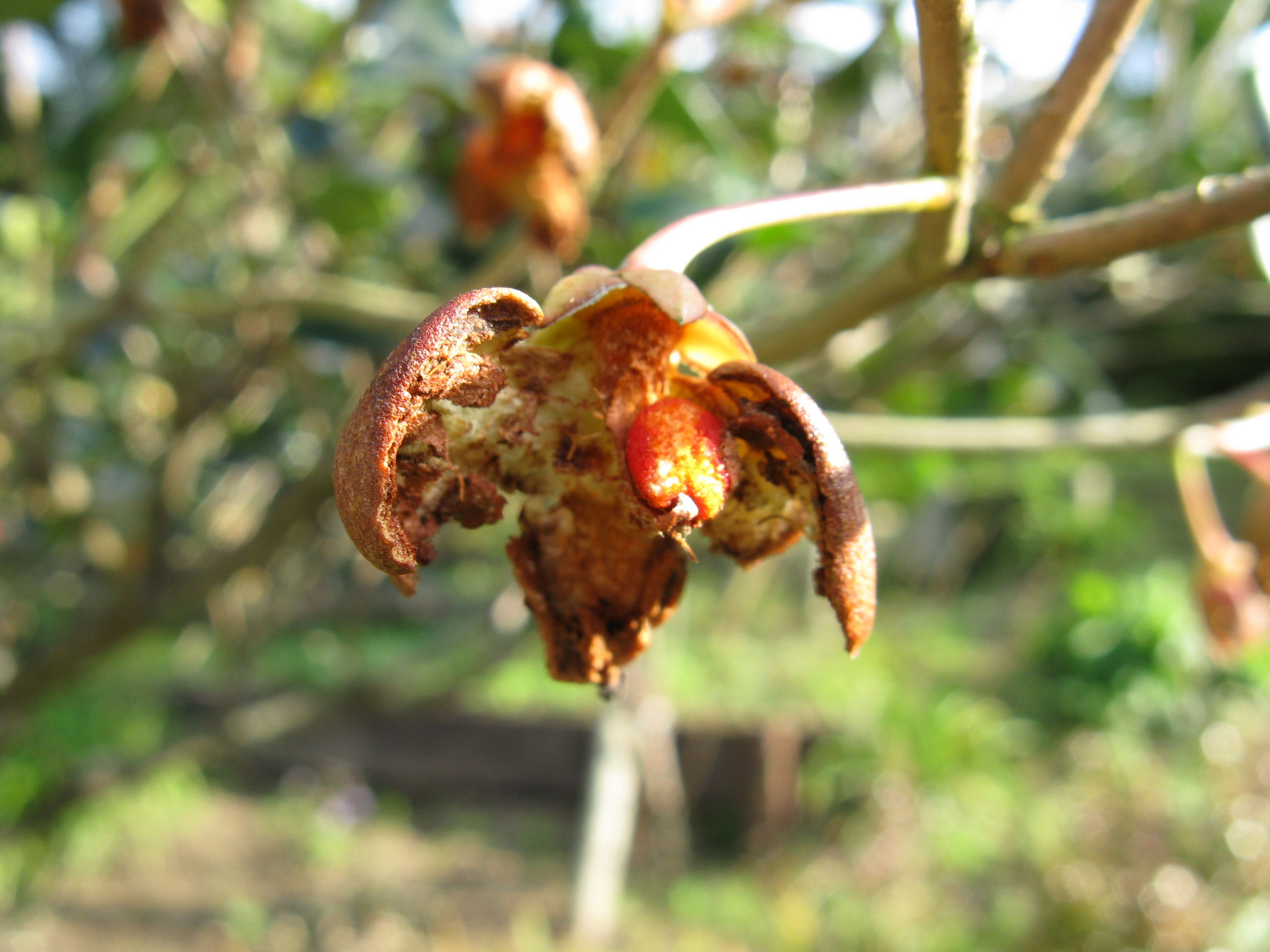
熟して割れた果実

## 栽培
日本では関東地方から沖縄までの範囲で植栽可能である。耐寒性はやや劣るものの、性質は丈夫で大気汚染にも良く耐える。日なたに植えて育てられるが、耐陰性があり、生長は穏やかである。土壌の質は湿りがちな壌土にして、根を深く張る。植栽適期は年3回ほど行うのが良く、3月下旬 - 4月中旬、5月中旬 - 6月もしくは6月下旬 - 7月上旬、9月中旬 - 10月中旬とされる。
病害虫にカイガラムシの被害に遭いやすく、剪定で通風や採光をよくして予防する。

## 利用
病虫害に強く、葉が美しく樹形が整うため、公園樹や庭木として日本庭園によく植栽されており、庭のシンボルツリーや主役として扱われ、高級な雰囲気をもたらすことのできる樹種である。樹齢を重ねるごとに風格を増すことから「庭木の王様」とされている。
材は緻密で細工物に向き、堅く美しい赤褐色をおびる材を床柱のような建材、櫛などの木工品の素材として用いる。また、樹皮は繊維を褐色に染める染料として利用される。
民間療法では、葉を集めて乾燥し煎じ出したものを腎疾患や肝疾患に用いる。